# 村岡総本舗
株式会社村岡総本舗（むらおかそうほんぽ）は佐賀県小城市に本店がある羊羹・和菓子の製造・販売業者である。創業は1899年（明治32年）で、江戸時代からの伝統製法の煉り羊羹である「小城羊羹・特製切り羊羹」で知られている。

## 概要
1899年（明治32年）に長崎の陣内琢一から羊羹製造の道具一式を買い受け、創業する。「小城羊羹」の名称は、二代目社長であった村岡安吉が初めて使用したとされる。明治から大正にかけて小城の羊羹は各地で知られるようになり、他の地域の同業者が「小さい城の羊羹」という意味で「小城羊羹」の商標を取ろうとするほどであったが、村岡を含む小城の羊羹業者三社から異議申し立てがあり却下された。現在は地元の「小城羊羹協同組合」が商標登録して組合加盟業者の間で使用されている。
商品の特徴としては、「切り羊羹」「箱羊羹」などの江戸時代の煉り羊羹の製法を創業以来継続して作り続けているという点にある。江戸時代の江戸の菓子屋「船橋屋織江」の「菓子話船橋」の煉り羊羹の製法と同様であり、全国的にも珍しいとされている。

## 事業所

### 販売店
小城本店を中心に直営店は佐賀県に8店舗ある。

### 村岡総本舗羊羹資料館
1941年（昭和16年）に砂糖蔵として建てられたものを1984年（昭和59年）3月に改装し、村岡総本舗羊羹資料館として開館した。小城本店に隣接している。当時は羊羹が携帯食、保存食として重宝されていたため、陸軍御用達として、また鉄道省門司鉄道管理局（現・JR九州鉄道事業本部）指定品となっていた。砂糖は燃えやすく湿気に弱いため、防火防湿構造の建物になっている。躯体は木造で、寄棟の屋根、和小屋の小屋組とも完全な和風建築であるが、ファサードは煉瓦とタイルによる洋風の意匠となっており、その特徴的な外観で広く親しまれている。
1984年（昭和59年）に改装され、資料館となる。建築面積は72m2。
1997年6月12日に国の登録有形文化財（種別:産業2次/建築物、登録基準:国土の歴史的景観に寄与しているもの）に登録された。2005年には佐賀県から「22世紀に残す佐賀県遺産」に（隣接する本店建物とともに）指定されている。伝統製法の羊羹の製造工程や羊羹の歴史がわかる映像を見ながら羊羹の試食ができる1階と、昔の道具類やパッケージ、原材料が展示されている2階に分かれている。

### 工場
工場は小城本店から数百メートルの位置にある。